# Tajfunnik mały
Tajfunnik mały (Bulweria bifax) – wymarły gatunek ptaka z rodziny burzykowatych (Procellariidae). Był endemitem Wyspy Świętej Heleny (terytorium zamorskie Wielkiej Brytanii). Wymarł przypuszczalnie krótko po odkryciu wyspy w 1502 roku w wyniku polowań człowieka i drapieżnictwa wprowadzonych przez niego zwierząt.
Gatunek ten opisał w 1975 roku Storrs L. Olson w oparciu o szczątki subfosylne. Holotyp to prawie kompletna prawa kość skokowa pochodząca z datowanych na plejstocen osadów w pobliżu Sugarloaf Hill w najbardziej na północ wysuniętej części Wyspy Świętej Heleny, zebrana przez autora w czerwcu lub lipcu 1971 roku. Szczątki tego gatunku były bardzo liczne w najstarszych zbadanych osadach plejstoceńskich, ale w osadach późniejszych znacznie rzadsze, co sugeruje naturalną przyczynę zmniejszania się liczebności tych ptaków.
Nazwa gatunkowa bifax (łac. bifax, bifacis – „dwulicowy”) została nadana ze względu na podobieństwo kości zarówno do rodzaju Bulweria, jak i Pterodroma.
Ptak ten był wielkości tajfunnika grubodziobego (Bulweria fallax), czyli mierzył około 31 cm.